# Komite Penyelamat Sepak Bola Indonesia
Het Komite Penyelamat Sepak Bola Indonesia (KPSI), ook wel Reddingscomité Voetbal Indonesië genoemd, was de naam van de alternatieve nationale voetbalbond van Indonesië. De KPSI werd in 2010 opgericht. Zij was geen lid van de FIFA, maar werd, vanwege de corruptie bij de officiële voetbalbond PSSI, wel ondersteunt door de Aziatische voetbalbond en het Indonesisch Olympisch Comité. Zodoende werd de onofficiële voetbalbond KPSI plots wel de bond die het officiële voetbalkampioenschap van Indonesië organiseerde waarin de deelnemende clubs zich konden plaatsen voor de internationale toernooien.
De KPSI organiseerde vanaf het seizoen 2011 tot en met 2013 de Super League en had alle spelers uit haar competitie verboden om met het Indonesisch elftal mee te doen, omdat die wel onder de PSSI viel. Om sancties van de FIFA te ontlopen, werden de geschillen met de rivaliserende PSSI in 2013 bijgelegd en de voetbalbonden fuseerden tot één vernieuwde PSSI. Hierop werd de Liga Prima (PSSI) en de Super League (KPSI) vanaf het daaropvolgende seizoen 2014 samengevoegd.